# Cluj Arena
Stadionul Cluj Arena este un stadion multifuncțional din Cluj-Napoca, România. Proprietarul stadionului este Consiliul Județean Cluj, însă principalul beneficiar este clubul de fotbal Universitatea Cluj. Cea mai importantă întrebuințare a complexului sunt meciurile de fotbal, dar stadionul poate susține și competiții olimpice datorită pistei de atletism de care dispune, sau concerte, precum Untold Festival și multe altele. A fost deschis în 2011 pe locul fostului stadion Ion Moina, care a găzduit meciurile Universității Cluj din 1919 până la sfârșitul sezonului 2007-08.
Stadionul are o capacitate de 30.335 de locuri pe scaune, făcându-l al șaselea cel mai mare stadion din România după numărul de locuri. Are două tribune și două peluze cu două niveluri fiecare, toate acoperite. Scaunele stadionului sunt gri.
Stadionul este situat la vest de Parcul Central, lângă râul Someșul Mic și sala polivalentă BTarena.

## Nume
În anul 2011 numele noului stadion a devenit marcă înregistată, prin înscrierea sa în registrul Oficiului de Stat pentru Invenții și Mărci.

## Istorie
Au fost propuse două proiecte pentru noul stadion. Primul, un stadion clasic, de formă dreptunghiulară, după model englezesc, a fost proiectat de Universitatea Tehnică din Cluj-Napoca, iar cel de-al doilea, de formă ovală, a fost proiectat de OHL Spania. Ambele proiecte includeau o clădire de birouri de 20+ etaje în imediata apropiere a stadionului. Câștigători la licitație au fost cei de la UTCN, datorită prețurilor mai scăzute.
Deși, inițial, se dorea relocarea pistei de atletism în afara stadionului, un proiect ulterior, tot al UTCN, include și pista de atletism în interiorul arenei.

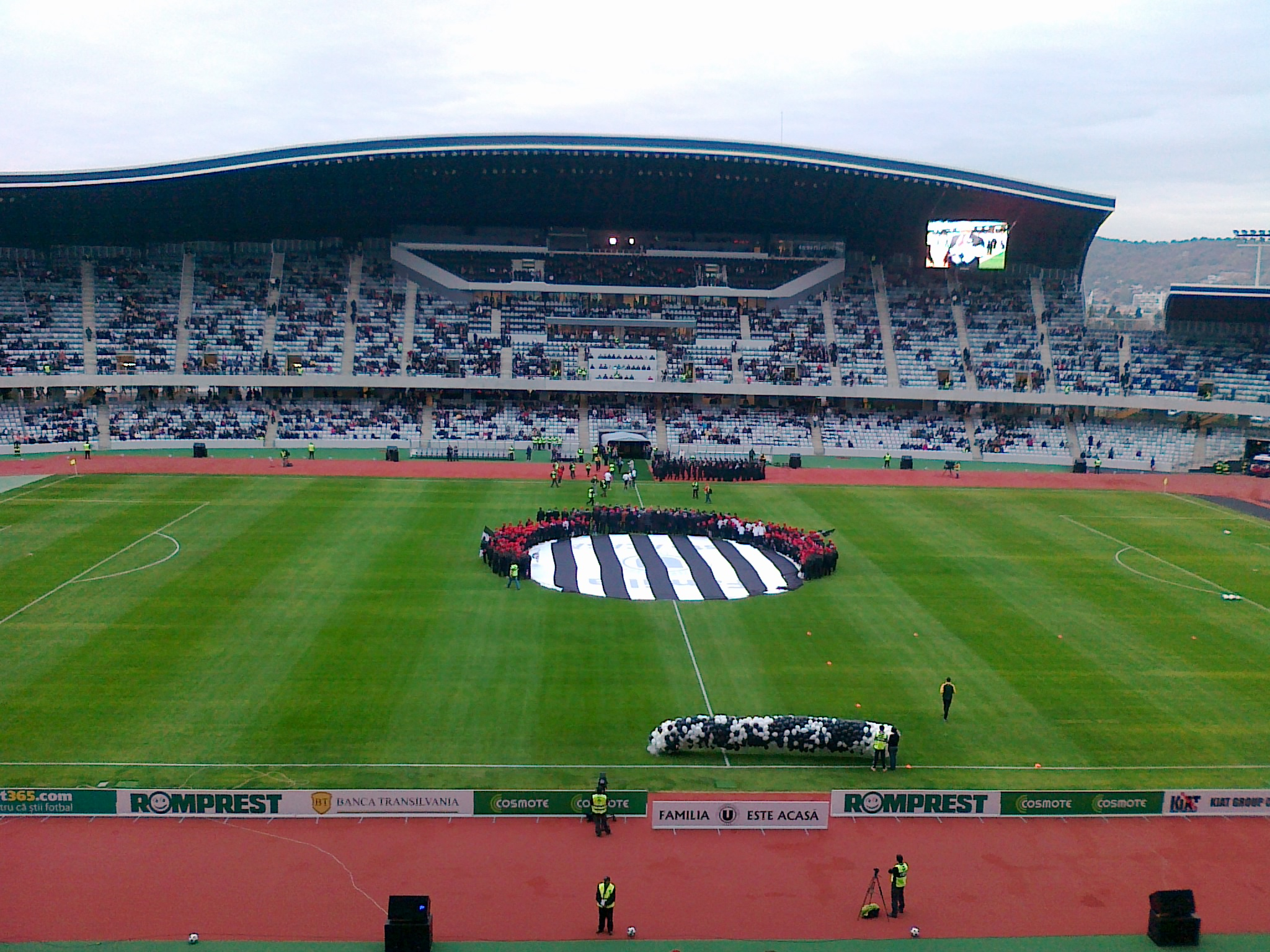
Meciul de inaugurare, 2011

La 15 iulie 2009 au început lucrările de reconstrucție a noii arene. Noul stadion va costa aproximativ 30 de milioane de euro și va avea o capacitate de 30.596, din care 29.648 locuri la gradene și 948 în loje pentru VIP-uri. Inițial, data limită de finalizare a lucrărilor a fost 15 iulie 2011. În urma schimbării proiectului tehnic pe parcursul lucrărilor, data finalizării a fost schimbată, stadionul urmând a fi inaugurat printr-o serie de concerte în 7 și 8 octombrie 2011. În final, stadionul va avea 8 piste de atletism (nu 6 cum prevedea proiectul inițial), 303 locuri de parcare în subteran, o instalație de nocturnă prinsă de structura metalică a construcției prevăzută cu 386 de corpuri de iluminat și beneficiază de gazon natural întreținut de către firma Eco Garden Construct.
În cursul anului 2011 au început lucrările la o sală polivalentă de 7.000 de locuri pe fostul teren de zgură situat în imediata vecinătate a stadionului și se caută soluții pentru finanțarea unei clădiri de 24 de etaje legată de stadion (turnul ar include un hotel, birouri de clasa A și diferite funcții ale arenei). Ambele construcții fac parte din același complex cu arena.

## Muzică
Pe lângă evenimente sportive, Cluj Arena este folosit și pentru organizarea unor concerte. În data de 8 octombrie 2011, cu ocazia inaugurării, formația germană de muzică rock Scorpions a susținut un concert pe Cluj Arena în fața a peste 40.000 de spectatori. În deschidere au interpretat artiști ca Grigore Leșe, Pacifica, Semnal M și Voltaj. În ziua următoare, pe 9 octombrie 2011, trupa Smokie a susținut și ea un concert. În deschidere au cântat Loredana, Smiley, Horia Brenciu și Pasărea Colibri. În data de 19 iulie 2012 formația suedeză Roxette a susținut un concert pe Cluj Arena în fața a peste 22.000 de spectatori.
În iunie 2013, cu ocazia festivalului Cluj Arena Music Fest, au avut loc pe stadion două concerte. În data de 7 iunie a urcat pe scenă formația rock britanică Deep Purple. În deschidere au interpretat artiști precum Mircea Baniciu, Holograf, Bere Gratis și Proconsul. În ziua următoare, pe 8 iunie, a urcat pe scenă formația britanică UB40. În deschidere au interpretat, printre alții, Smiley și Ștefan Bănică Jr..
În data de 17 mai 2014 a avut loc pe Cluj Arena evenimentul muzical Forza ZU organizat de Radio ZU. Pe scenă au urcat peste 30 dintre cei mai cunoscuți artiști români, inclusiv BUG Mafia, Animal X, Holograf, Voltaj, Smiley, Alex Velea, Horia Brenciu, Elena Gheorghe, Connect-R și Andra. La eveniment au fost prezenți circa 50.000 de spectatori, stabilindu-se astfel un record în materie de spectatori pe Cluj Arena. Începând cu 2015 se desfășoară cel mai mare festival al României, Untold Festival.
| Concerte pe Cluj Arena | Concerte pe Cluj Arena | Concerte pe Cluj Arena                 | Concerte pe Cluj Arena |
| Data                   | Artist                 | Turneu/Eveniment                       | Spectatori             |
| ---------------------- | ---------------------- | -------------------------------------- | ---------------------- |
| 8 octombrie 2011       | Scorpions              | Get Your Sting and Blackout World Tour | 45.000                 |
| 9 octombrie 2011       | Smokie                 | -                                      | 20.000                 |
| 19 iulie 2012          | Roxette                | World Tour                             | 22.000                 |
| 7 iunie 2013           | Deep Purple            | Now What? World Tour                   | 10.000                 |
| 8 iunie 2013           | UB40                   | Summer Arena Tour                      | 15.000                 |
| 17 mai 2014            | Diferiți artiști       | Forza ZU                               | 50.000                 |
| 25 iunie 2017          | Andrea Bocelli         | -                                      | 15.000                 |
| 23 iulie 2017          | Depeche Mode           | Global Spirit Tour                     | 40.000                 |
| 4 august 2019          | Robbie Williams        | Untold Festival 2019                   | 70.000                 |
| 4 august 2023          | Imagine Dragons        | Untold Festival 2023                   | 70.000                 |

## Costuri
Edificarea Cluj Arena este finanțată din fonduri ale Guvernului României în proporție de 31,22% și ale Consiliului Județean Cluj în proporție de 68,88%, construcția fiind proprietatea acestuia din urmă. Astfel, din totalul de 45 de milioane de euro (sumă care include și TVA), 14 milioane de euro provin de la Guvernul României iar restul de 31 de milioane de euro provin din fondurile județului Cluj. La începutul lucrărilor, în vara lui 2009, costurile totale au fost evaluate la 27,5 milioane de euro fără TVA. Cum pe parcursul anului 2010 administrația județeană și-a dorit omologarea arenei în conformitate cu normativele FIFA, necesitatea efectuării unor lucrări suplimentare a dus la creșterea costurilor cu 8,8 milioane de euro. Astfel, s-a ajuns la suma finală de 36,3 milioane de euro fără TVA (circa 45.000.000 de euro cu TVA).

## Localizare

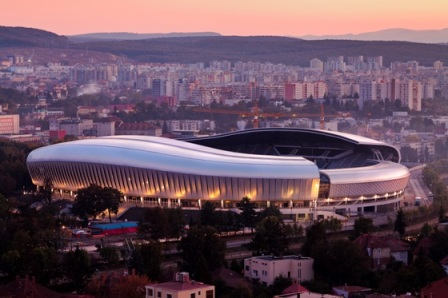
Localizare Cluj Arena

Noul stadion al Clujului este construit pe vechea locație, în vestul Parcului Central (Parcul Mare) din Cluj, deși au fost dispute aprinse legate de locul unde va fi construită noua arenă: autoritățile locale plănuiau să atribuie unei companii terenul din Parcul Central, pentru a fi valorificat din punct de vedere imobiliar, iar constructorul se angaja să ridice un stadion la standarde europene în afara orașului (s-au vehiculat locații ca Valea Gârbăului sau Sfântul Ion, ambele în imediata apropiere a orașului). Până la urmă s-a cedat în fața presiunilor suporterilor, care nu doreau mutarea stadionului. Cluj Arena va face parte în continuare dintr-un complex sportiv mai larg, care include Sala Sporturilor "Horia Demian", bazinul Politehnicii, parcul "Iuliu Hatieganu" și Sala Polivalentă(aflată este în imediata apropiere a stadionului).